# Hevea
Hevea Aubl., 1775 è un genere di piante appartenente alla famiglia delle Euforbiacee.

## Tassonomia
Il genere comprende le seguenti specie:
- Hevea benthamiana Müll.Arg.
- Hevea brasiliensis (Willd. ex A.Juss.) Müll.Arg.
- Hevea camargoana Pires
- Hevea camporum Ducke
- Hevea guianensis Aubl.
- Hevea microphylla Ule
- Hevea nitida Mart. ex Müll.Arg.
- Hevea pauciflora (Spruce ex Benth.) Müll.Arg.
- Hevea rigidifolia (Spruce ex Benth.) Müll.Arg.
- Hevea spruceana (Benth.) Müll.Arg.